# Stalachtis bicolor
Stalachtis bicolor är en fjärilsart som beskrevs av Otto Staudinger 1888. Stalachtis bicolor ingår i släktet Stalachtis och familjen juvelvingar. Inga underarter finns listade i Catalogue of Life.